# ゼロ音波
ゼロ音波（ゼロおんぱ、英: zero sound）とは、相互作用のあるフェルミ粒子系に特有の量子力学的な音波のこと。1957年にレフ・ランダウの提唱したフェルミ液体論から導かれる。

## 第一音波とゼロ音波
相互作用するフェルミ粒子系での通常の音波（第一音波）は、高温では準粒子間の衝突が頻繁に起き、常に局所的な熱平衡状態が成立している。このとき音波の運動は、流体力学の運動方程式で記述される。またこのときの音速は、圧縮率によって決まる。一方で低温になるとフェルミ縮退が起こり、準粒子の衝突頻度は低くなる。よって第一音波は減衰し伝播できない。
しかし低温においてフェルミ粒子間に相互作用があると（フェルミ液体論）、第一音波とは物理的性質が全く異なる音波の伝播が可能である。レフ・ランダウは、これを絶対零度でも存在する音波という意味でゼロ音波と名付けた。ゼロ音波は、集団励起の一つである。

## 観測例
低温の液体ヘリウム3では、ゼロ音波が観測されている。